# 1504-es busz
Az 1504-es jelzésű autóbuszvonal távolsági autóbuszjárat Szeged és Pécs között, melyet a MÁV Személyszállítási Zrt. lát el.

## Közlekedése
A járat a Dél-Alföld és a Dél-Dunántúl központjait, Szegedet és Pécset köti össze. Menetideje 2 óra 55 perc és 4 óra 5 perc között változik a különböző útvonalak miatt. 
Útvonalának hossza 191,4 km és 198,1 km között változik.
Három járatpár szállítja az utasokat, amelyekből kettő naponta, az egyik csak munkaszüneti napokon közlekedik. A munkaszüneti napokon közlekedő járat tanítási időszakban Baja autóbusz-állomás érintése nélkül, nyári tanszünetben Baja autóbusz-állomás érintésével közlekedik. A hetek utolsó iskolai előadási napján és tanév tartama alatt a hetek első munkanapját megelőző napon egy plusz járat közlekedik Pécs és Szeged között.
Szeged és Baja között a hetek utolsó iskolai előadási napján egy járatpár, a hetek utolsó előtti tanítási napján Baja felé kettő járat szállítja az utasokat.

## Megállóhelyei
| 1504 (Szeged – Baja – Mohács/M6 – Pécs) | 1504 (Szeged – Baja – Mohács/M6 – Pécs) | 1504 (Szeged – Baja – Mohács/M6 – Pécs) | 1504 (Szeged – Baja – Mohács/M6 – Pécs) | 1504 (Szeged – Baja – Mohács/M6 – Pécs) | 1504 (Szeged – Baja – Mohács/M6 – Pécs) | 1504 (Szeged – Baja – Mohács/M6 – Pécs) | 1504 (Szeged – Baja – Mohács/M6 – Pécs) |
| Sorszám (↓)                             | Sorszám (↓)                             | Megállóhely                             | Sorszám (↑)                             | Sorszám (↑)                             | Sorszám (↑)                             | Átszállási kapcsolatok |                                         |
| --------------------------------------- | --------------------------------------- | --------------------------------------- | --------------------------------------- | --------------------------------------- | --------------------------------------- | --- | --------------------------------------- |
| 0                                       | 0                                       | Szeged, autóbusz-állomás végállomás     | 4                                       | 5                                       | 30                                      | 5, 6, 9, 19 7F, 21, 60, 60Y, 64, 67, 67Y, 70, 71, 71A, 72, 72A, 73, 73Y, 74, 74Y, 75, 76, 76Y, 77, 77A, 77Y, 78, 78A, 79H 1374, 1375, 1441, 1486, 1503, 1506, 1507, 1510, 1512, 1513, 1515, 1516, 1517, 1518, 1652 4990, 5000, 5001, 5002, 5003, 5004, 5005, 5007, 5010, 5011, 5012, 5013, 5015, 5016, 5017, 5018, 5019, 5020, 5021, 5022, 5023, 5024, 5025, 5030, 5031, 5032, 5033, 5034, 5035, 5040, 5041, 5042, 5043, 5044, 5045, 5046, 5047, 5049, 5050, 5054, 5055, 5056, 5058, 5059, 5060, 5061, 5062, 5063, 5064, 5066, 5070, 5071, 5075, 5076, 5109, 5112, 5160, 5187, 5188, 5189, 5190, 5284, 5328, 5329, 5362, 5369 |                                         |
| 1                                       | ∫                                       | Szeged, Rókus vasútállomás bejárati út  | 3                                       | 4                                       | ∫                                       | 7F, 64, 67, 67Y, 71, 72, 75, 78, 78A, 79H, 90H 1486, 1503, 1517 5032, 5033, 5034, 5035, 5040, 5041, 5042, 5043, 5044, 5045, 5046, 5047, 5049, 5050, 5054, 5055, 5056, 5058, 5059, 5060, 5061, 5062, 5063, 5064, 5066, 5070, 5071, 5075, 5112, 5369 személyvonat, Szeged–Hódmezővásárhely tram-train |                                         |
| 2                                       | 1                                       | Mórahalom, autóbusz-állomás             | ∫                                       | 3                                       | ∫                                       | 1486, 1503, 1506, 1652 5031, 5032, 5033, 5034, 5035, 5040, 5042, 5044, 5045, 5328, 5329 |                                         |
| ∫                                       | 2                                       | Kisszállás, bejárati út                 | ∫                                       | ∫                                       | 29                                      | 1486, 1506, 1652 5035, 5221, 5284, 5285, 5292, 5306 |                                         |
| 3                                       | 3                                       | Mélykút, autóbusz-váróterem             | ∫                                       | 2                                       | 28                                      | 1486, 1503, 1506, 1652 5035, 5216, 5287, 5289, 5292, 5306, 5320, 5323, 5324, 5328, 5329 |                                         |
| ∫                                       | 4                                       | Tataháza, autóbusz-váróterem            | ∫                                       | ∫                                       | 27                                      | 1113, 1123, 1506, 1652 5035, 5042, 5216, 5289, 5292, 5304, 5320, 5324, 5325, 5327, 5329 |                                         |
| ∫                                       | 5                                       | Felsőszentiván, autóbusz-váróterem      | ∫                                       | ∫                                       | 26                                      | 1113, 1123, 1506, 1652 5035, 5042, 5289, 5320, 5321, 5323, 5324, 5327, 5328 |                                         |
| ∫                                       | 6                                       | Csávoly, autóbusz-váróterem             | ∫                                       | ∫                                       | 25                                      | 1113, 1123, 1506, 1577, 1652 5035, 5042, 5289, 5320, 5321, 5323, 5324, 5327, 5328 |                                         |
| 4                                       | ∫                                       | Baja, autóbusz-állomás végállomás       | 2                                       | 1                                       | 24                                      | 1, 2, 3, 4, 5, 7, 9 1110, 1113, 1123, 1130, 1486, 1503, 1506, 1524, 1535, 1560, 1577, 1652, 1731 5035, 5042, 5219, 5226, 5289, 5310, 5311, 5312, 5314, 5315, 5316, 5320, 5321, 5323, 5324, 5325, 5326, 5327, 5328, 5329, 5330, 5331, 5332, 5335, 5336, 5337, 5338, 5339, 5358, 5410, 5439, 5475, 5650 |                                         |
| ∫                                       | ∫                                       | Baja, Dunafürdő vasúti megállóhely      | ∫                                       | ∫                                       | 23                                      | 1731 5410, 5439, 5650 személyvonat |                                         |
| ∫                                       | ∫                                       | Pörböly, autóbusz-váróterem             | 1                                       | ∫                                       | 22                                      | 1560, 1652, 1731 5410, 5439, 5475, 5650 |                                         |
| ∫                                       | ∫                                       | Alsónyék, autóbusz-váróterem            | ∫                                       | ∫                                       | 21                                      | 1560, 1652, 1731 5410, 5439, 5475, 5650 személyvonat, Gemenc InterRégió |                                         |
| ∫                                       | ∫                                       | Bátaszék, bajai útelágazás              | ∫                                       | ∫                                       | 20                                      | 2 1131, 1652, 1731 5410, 5411, 5412, 5413, 5415, 5416, 5424, 5425, 5439, 5475, 5650, 5805, 5924 |                                         |
| ∫                                       | ∫                                       | Bátaszék, autóbusz-váróterem            | ∫                                       | ∫                                       | 19                                      | 2 1131, 1652, 1731 5410, 5411, 5412, 5413, 5415, 5424, 5425, 5439, 5475, 5650, 5805, 5924 |                                         |
| ∫                                       | ∫                                       | Báta, bátai elágazás                    | ∫                                       | ∫                                       | 18                                      | 1131 5411, 5412, 5425, 5650, 5805, 5924 |                                         |
| ∫                                       | ∫                                       | Dunaszekcső, templom                    | ∫                                       | ∫                                       | 17                                      | 1131 5411, 5412, 5646, 5650, 5805, 5924 |                                         |
| ∫                                       | ∫                                       | Dunaszekcső, malom                      | ∫                                       | ∫                                       | 16                                      | 5411, 5646, 5650, 5805, 5924 |                                         |
| ∫                                       | ∫                                       | Dunaszekcső, Téglagyári dűlő            | ∫                                       | ∫                                       | 15                                      | 5411, 5646, 5650, 5805, 5924 |                                         |
| ∫                                       | ∫                                       | Bár, posta                              | ∫                                       | ∫                                       | 14                                      | 1131 5411, 5646, 5650, 5805, 5924 |                                         |
| ∫                                       | ∫                                       | Bár, határ                              | ∫                                       | ∫                                       | 13                                      | 1 5411, 5646, 5650, 5805, 5924 |                                         |
| ∫                                       | ∫                                       | Mohács, szőlőhegyi óvoda                | ∫                                       | ∫                                       | 12                                      | 1 1131 5411, 5638, 5646, 5650, 5800, 5805, 5809, 5825, 5924 |                                         |
| ∫                                       | ∫                                       | Mohács, kórház                          | ∫                                       | ∫                                       | 11                                      | 1 1131 5411, 5638, 5645, 5646, 5647, 5650, 5800, 5805, 5809, 5815, 5816, 5817, 5819, 5821, 5825, 5924 |                                         |
| ∫                                       | ∫                                       | Mohács, autóbusz-állomás                | ∫                                       | ∫                                       | 10                                      | 1 1131 5411, 5638, 5645, 5646, 5647, 5650, 5800, 5805, 5809, 5811, 5813, 5815, 5816, 5817, 5819, 5821, 5825, 5924 |                                         |
| ∫                                       | ∫                                       | Mohács, kórház                          | ∫                                       | ∫                                       | 9                                       | 1 1131 5411, 5638, 5645, 5646, 5647, 5650, 5800, 5805, 5809, 5815, 5816, 5817, 5819, 5821, 5825, 5924 |                                         |
| ∫                                       | ∫                                       | Mohács, Újváros                         | ∫                                       | ∫                                       | 8                                       | 1 5645, 5646, 5647, 5650, 5815, 5816, 5817, 5819, 5821 |                                         |
| ∫                                       | ∫                                       | Lánycsók, bejárati út                   | ∫                                       | ∫                                       | 7                                       | 1131 5411, 5645, 5646, 5647, 5650, 5815, 5816, 5817, 5819 |                                         |
| ∫                                       | ∫                                       | Babarci elágazás                        | ∫                                       | ∫                                       | 6                                       | 5411, 5645, 5646, 5650, 5815, 5816, 5817, 5819 |                                         |
| ∫                                       | ∫                                       | Szajk, bólyi elágazás                   | ∫                                       | ∫                                       | 5                                       | 1131 5411, 5645, 5646, 5650, 5815, 5816, 5817, 5819 |                                         |
| ∫                                       | ∫                                       | Bóly, autóbusz-váróterem                | ∫                                       | ∫                                       | 4                                       | 1131 5411, 5645, 5646, 5650, 5814, 5815, 5816, 5817, 5819 |                                         |
| ∫                                       | ∫                                       | Szederkény, Rákóczi Ferenc utca         | ∫                                       | ∫                                       | 3                                       | 5639, 5640, 5642, 5643, 5645, 5646, 5650, 5819 |                                         |
| ∫                                       | ∫                                       | Belvárdgyula, Kisgyula                  | ∫                                       | ∫                                       | 2                                       | 5639, 5640, 5642, 5643, 5645, 5646, 5650 |                                         |
| ∫                                       | ∫                                       | Kozármisleny, Kinizsi utca              | ∫                                       | ∫                                       | 1                                       | 5640, 5642, 5643, 5645, 5646, 5650 |                                         |
| 5                                       | 7                                       | Pécs, Fellbach utca                     | ∫                                       | ∫                                       | ∫                                       | 5647, 5660, 5661, 5662, 5663, 5856, 5857 |                                         |
| 6                                       | 8                                       | Pécs, autóbusz-állomás végállomás       | 0                                       | 0                                       | 0                                       | 3, 3E, 4, 4Y, 6, 6E, 7, 7Y, 8, 13, 13E, 15, 20, 21, 21A, 22, 23, 23Y, 24, 30, 30Y, 31, 32, 32Y, 34Y, 35Y, 40, 41, 41Y, 41E, 42, 42Y, 43, 46, 60, 60A, 60Y, 73, 73Y, 103, 107E, 109E, 121, 130, 130A, 973 1134, 1486, 1503, 1524, 1535, 1562, 1564, 1566, 1568, 1569, 1577, 1578, 1579, 1641, 1665, 1668, 1673, 1707, 1740, 1742, 1843 5600, 5601, 5602, 5603, 5605, 5606, 5608, 5610, 5611, 5620, 5621, 5622, 5623, 5624, 5625, 5626, 5627, 5628, 5630, 5631, 5634, 5635, 5636, 5637, 5638, 5639, 5640, 5642, 5643, 5645, 5646, 5647, 5650, 5655, 5656, 5658, 5660, 5661, 5662, 5663, 5666, 5667, 5668, 5670, 5671, 5672, 5673, 5674, 5676, 5677, 5678, 5679, 5680, 5681, 5682, 5683, 5685, 5686, 5687, 5688, 5689, 5690, 5696, 5698, 5856, 5857 |                                         |